# Königsbrück
Königsbrück (górnołuż Kinspork) – miasto w Niemczech, w kraju związkowym Saksonia, w okręgu administracyjnym Drezno, w powiecie Budziszyn, siedziba wspólnoty administracyjnej Königsbrück.

## Historia
Najstarsza zachowana wzmianka o miejscowości pochodzi z 1248 roku. Osada wyrosła u podnóża czeskiej twierdzy strzegącej granicy z Marchią Miśnieńską. W 1331 Königsbrück otrzymał prawa miejskie z rąk króla czeskiego Jana Luksemburskiego. W 1635 na mocy pokoju praskiego wraz z Milskiem miasto zostało utracone przez Królestwo Czech na rzecz Elektoratu Saksonii. Pamiątką z okresu unii polsko-saskiej jest pocztowy kamień ćwierćmilowy z 1722 roku ozdobiony monogramem króla Augusta II Mocnego (AR - Augustus Rex - Król August). Miasto leżało na trasie przejazdów króla Augusta III Sasa z Drezna do Wschowy i Warszawy. W 1793 przez miasto przejeżdżała poczta konna na trasach Drezno-Gubin i Wrocław-Lipsk. Od 1806 część Królestwa Saksonii, połączonego w latach 1807-1815 unią z Księstwem Warszawskim. W 1871 znalazło się w granicach Cesarstwa Niemieckiego. W latach 1949–1990 część NRD. W 1994 do miasta włączono wsie Gräfenhain i Röhrsdorf.

## Galeria

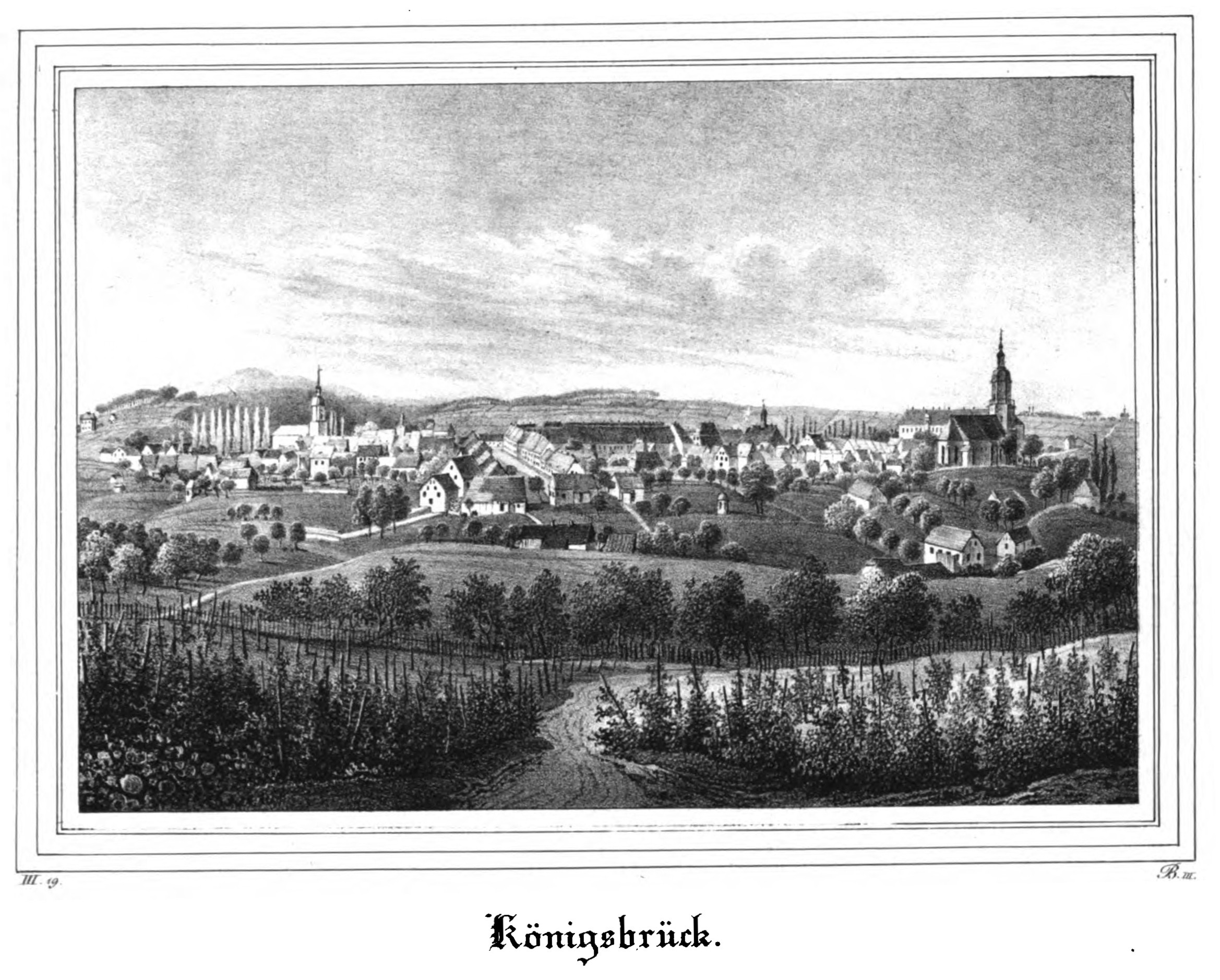
Königsbrück w XIX ww.
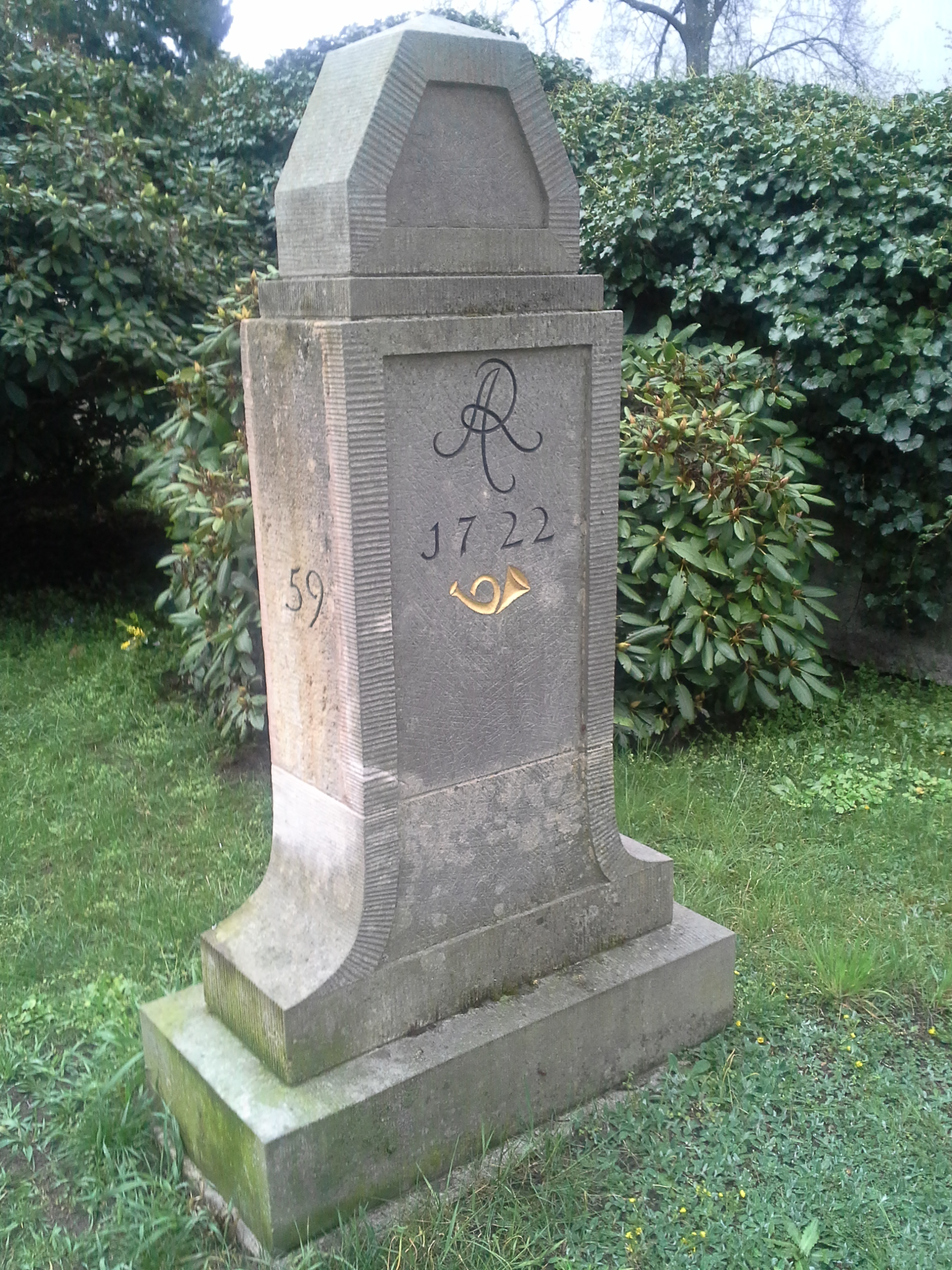
Kamień ćwierćmilowy
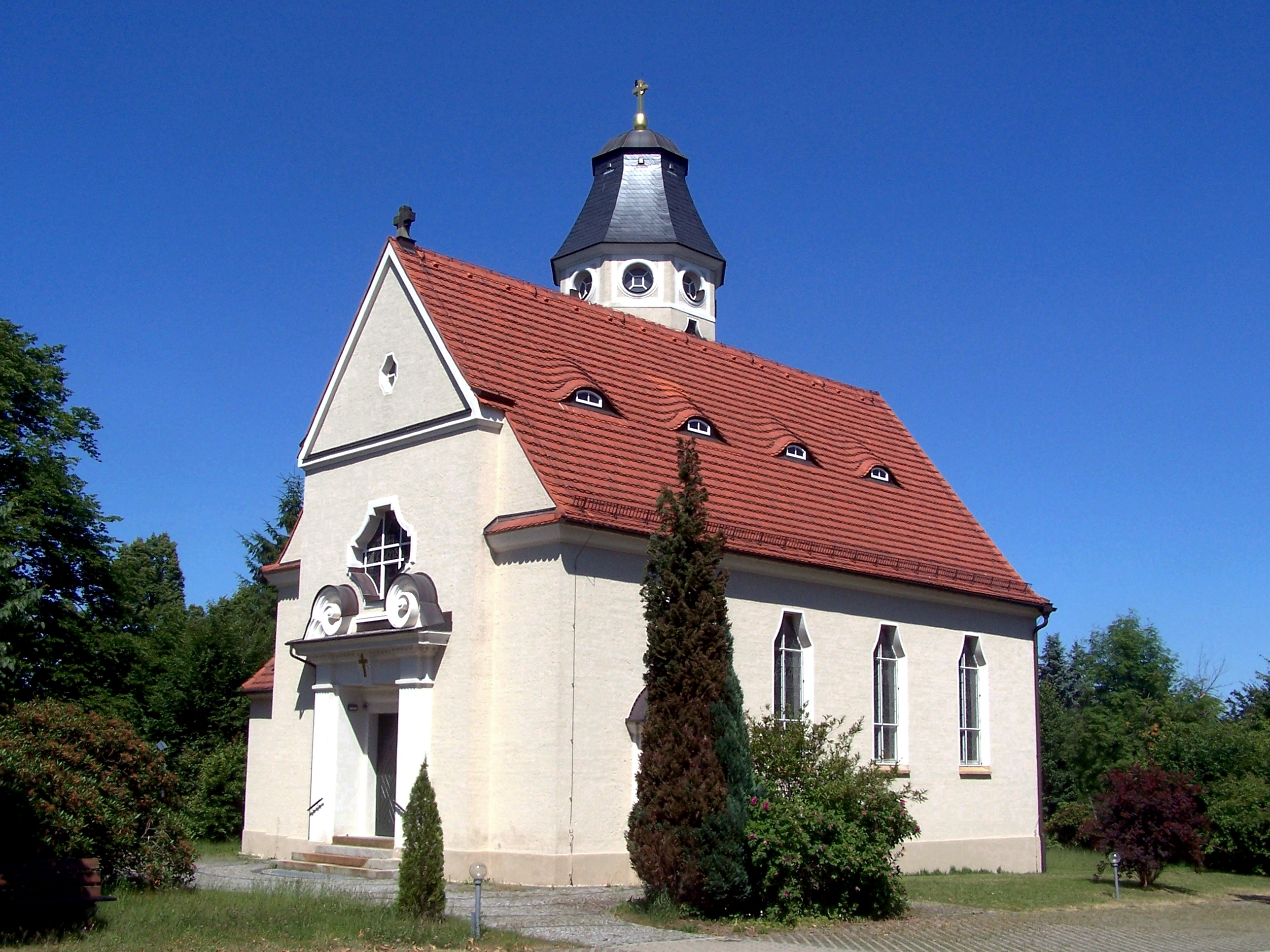
Kościół katolicki
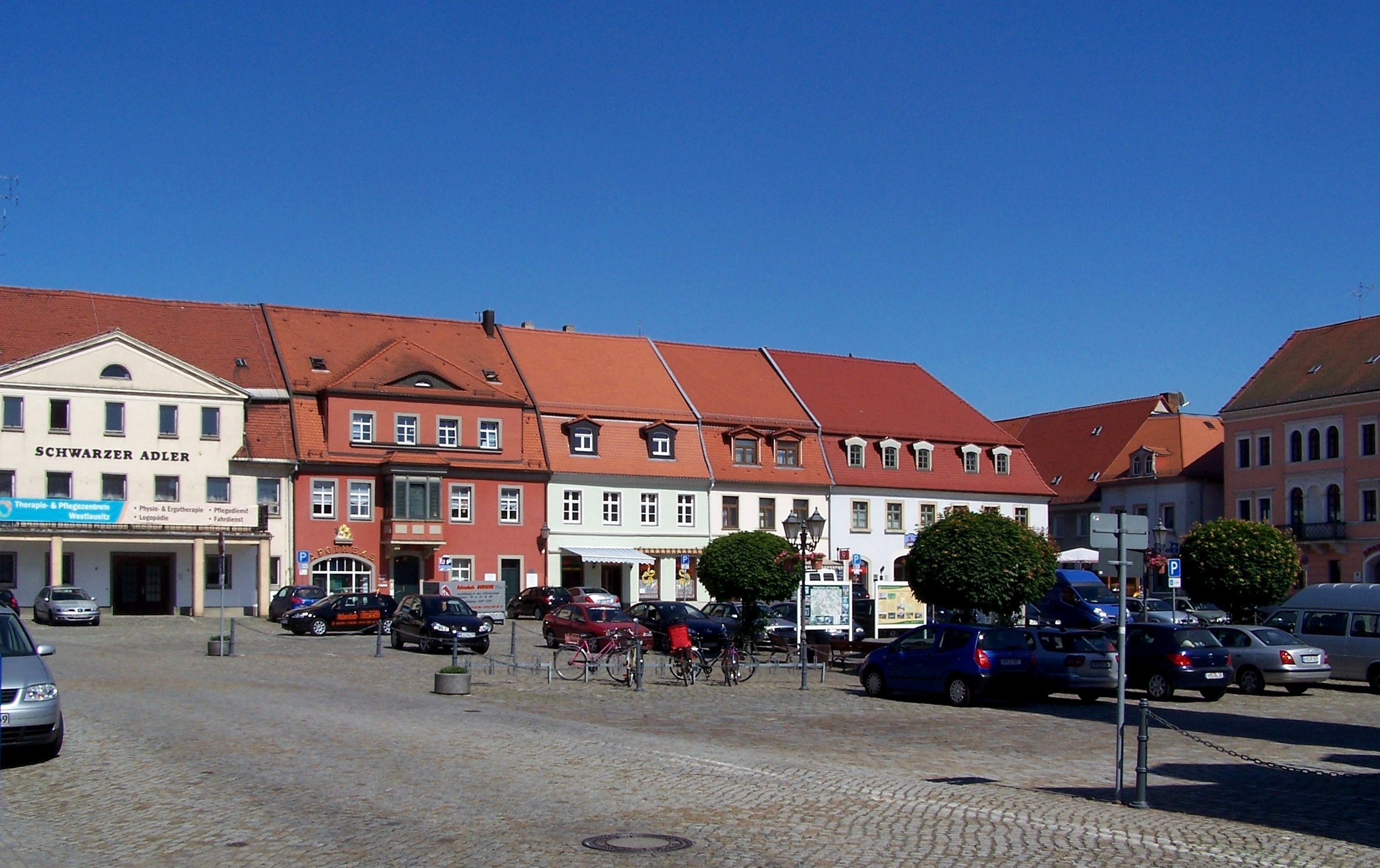
Rynek
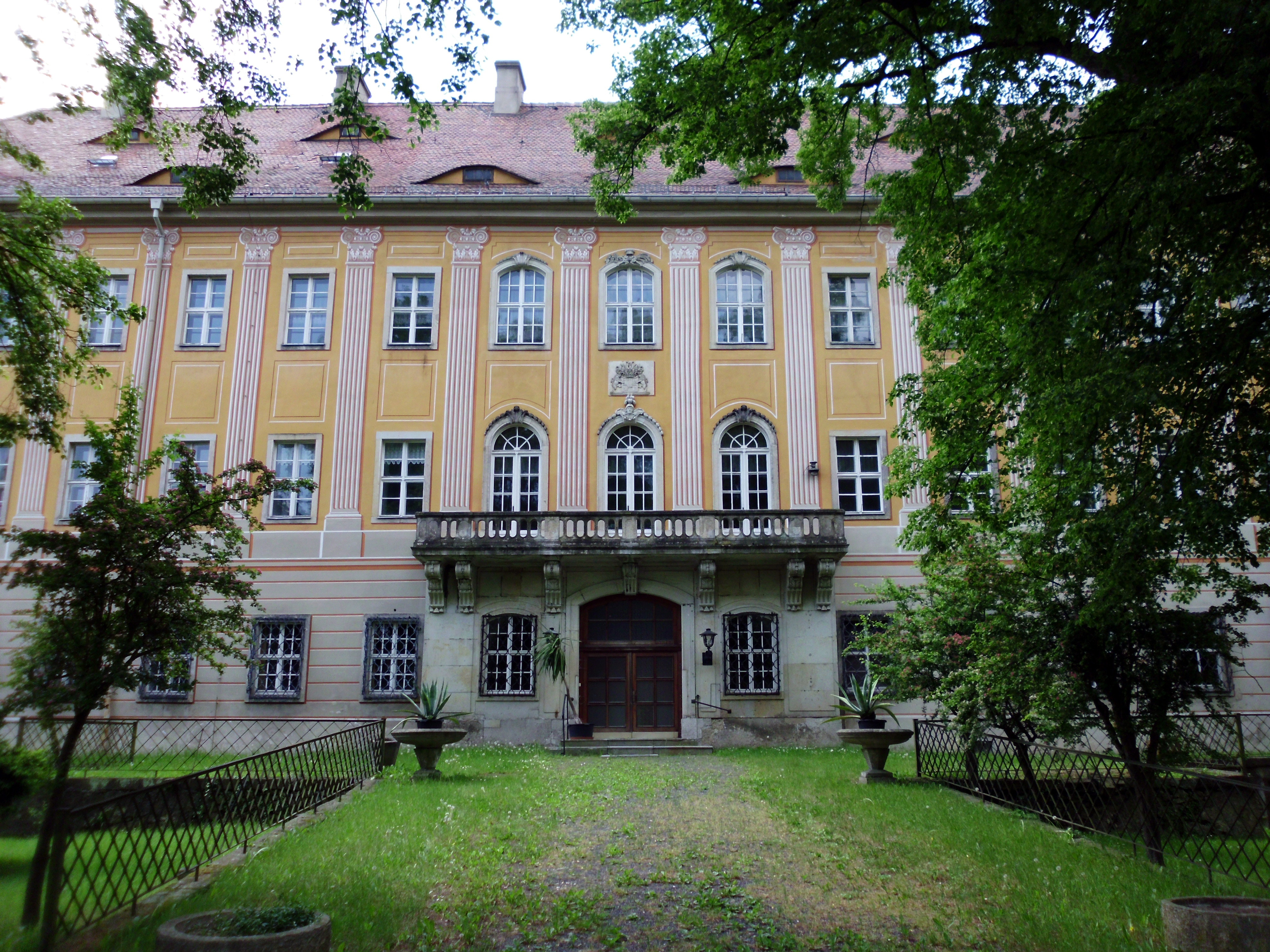
Zamek
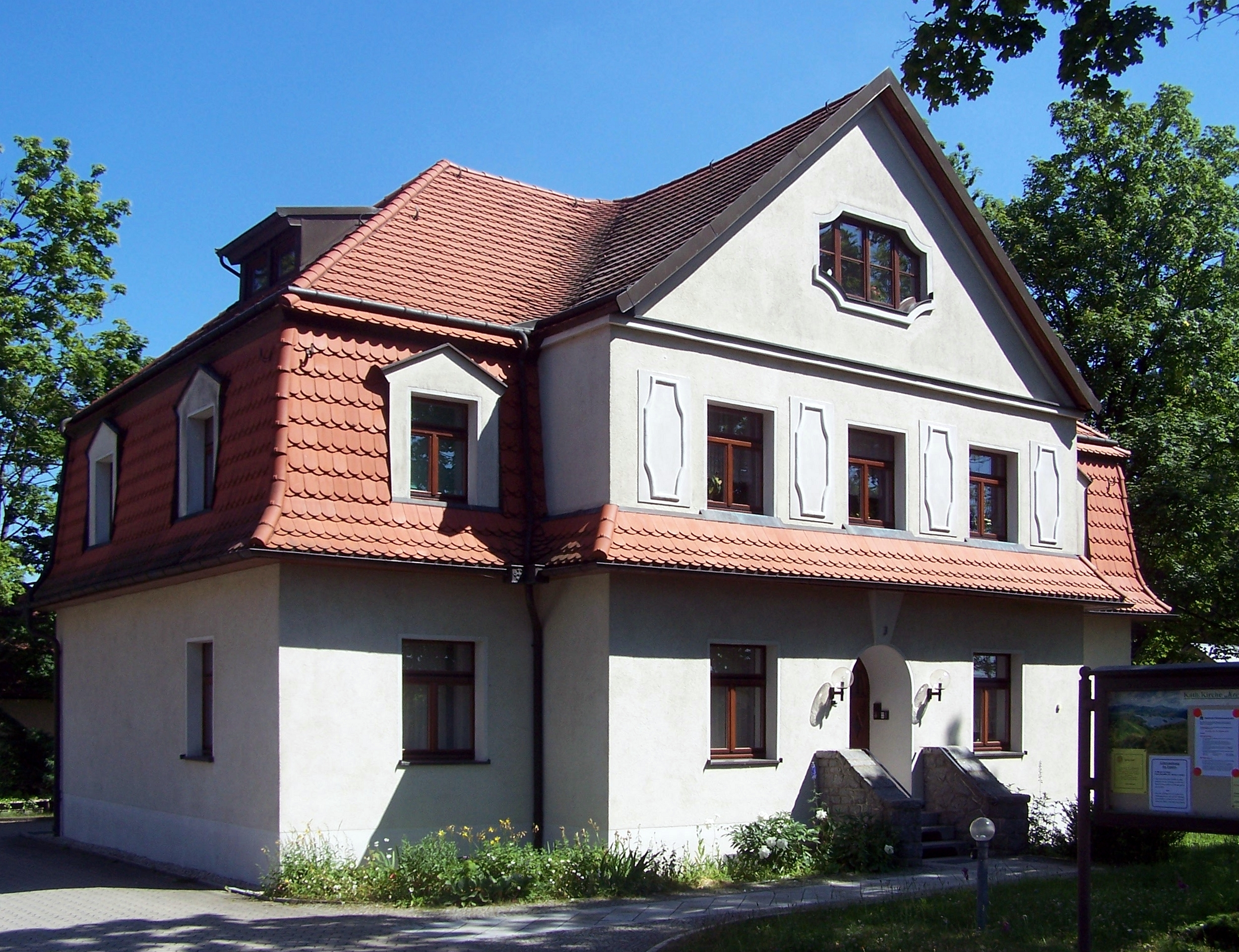
Plebania katolicka
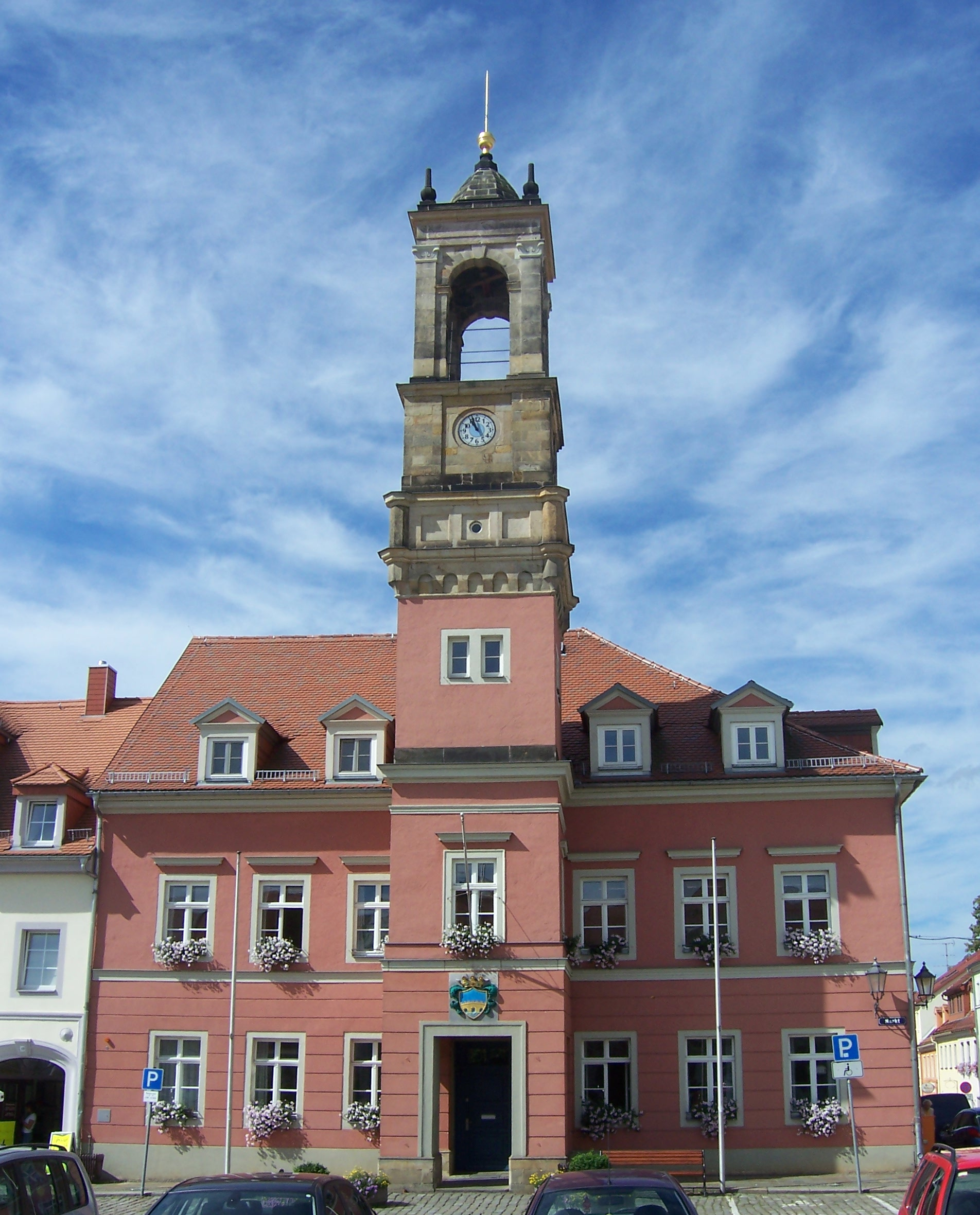
Ratusz
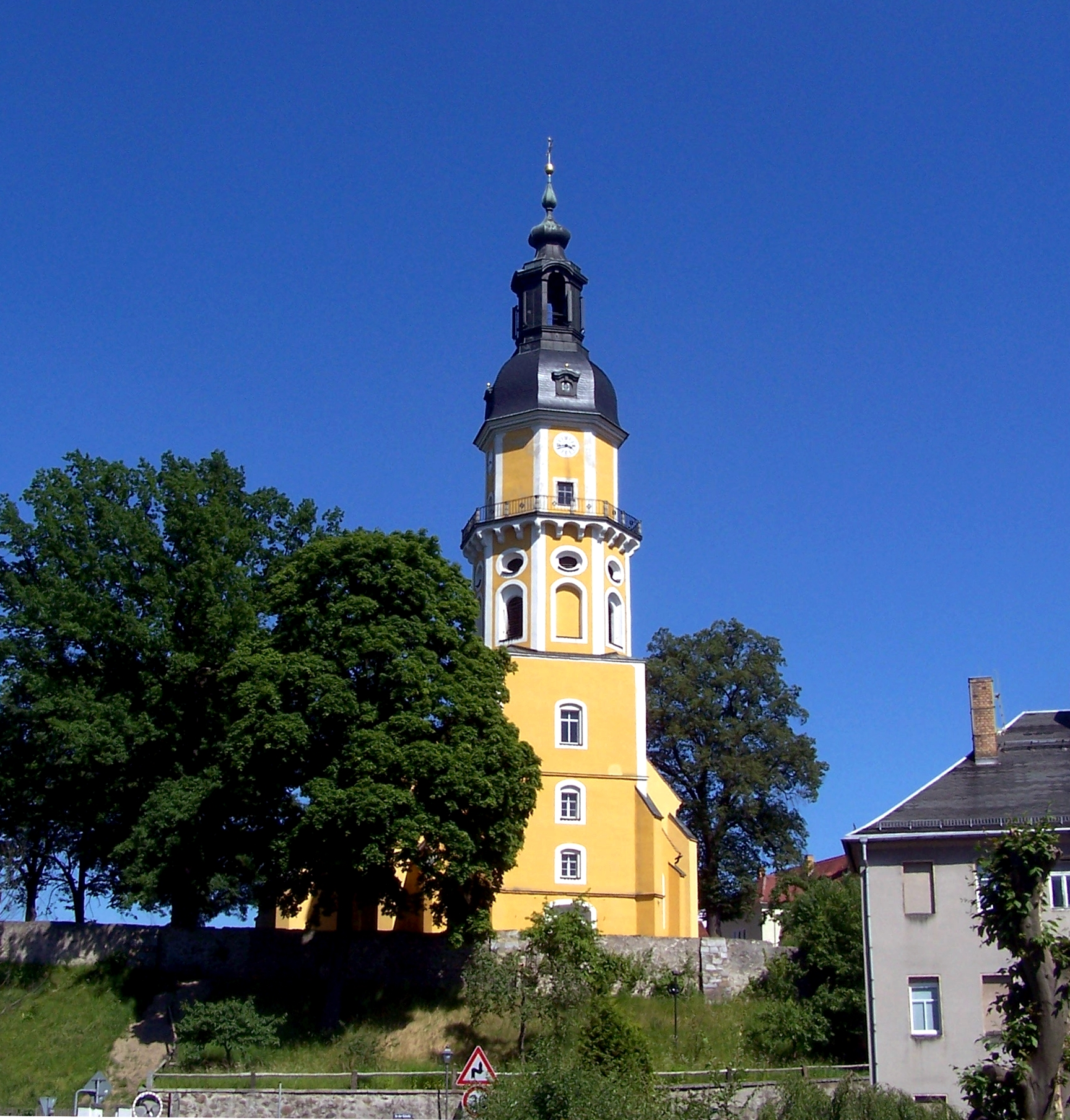
Kościół ewangelicki
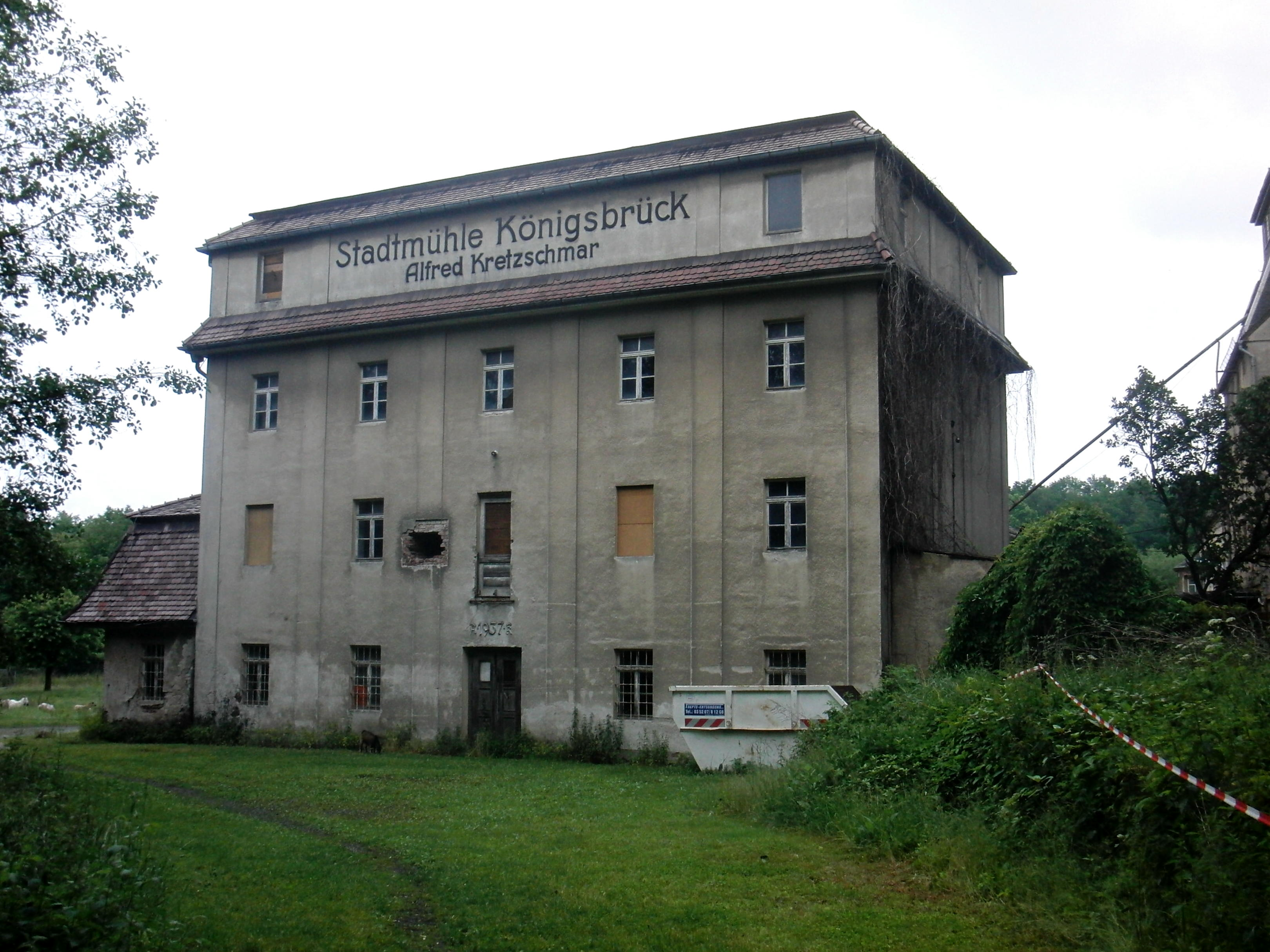
Młyn miejski
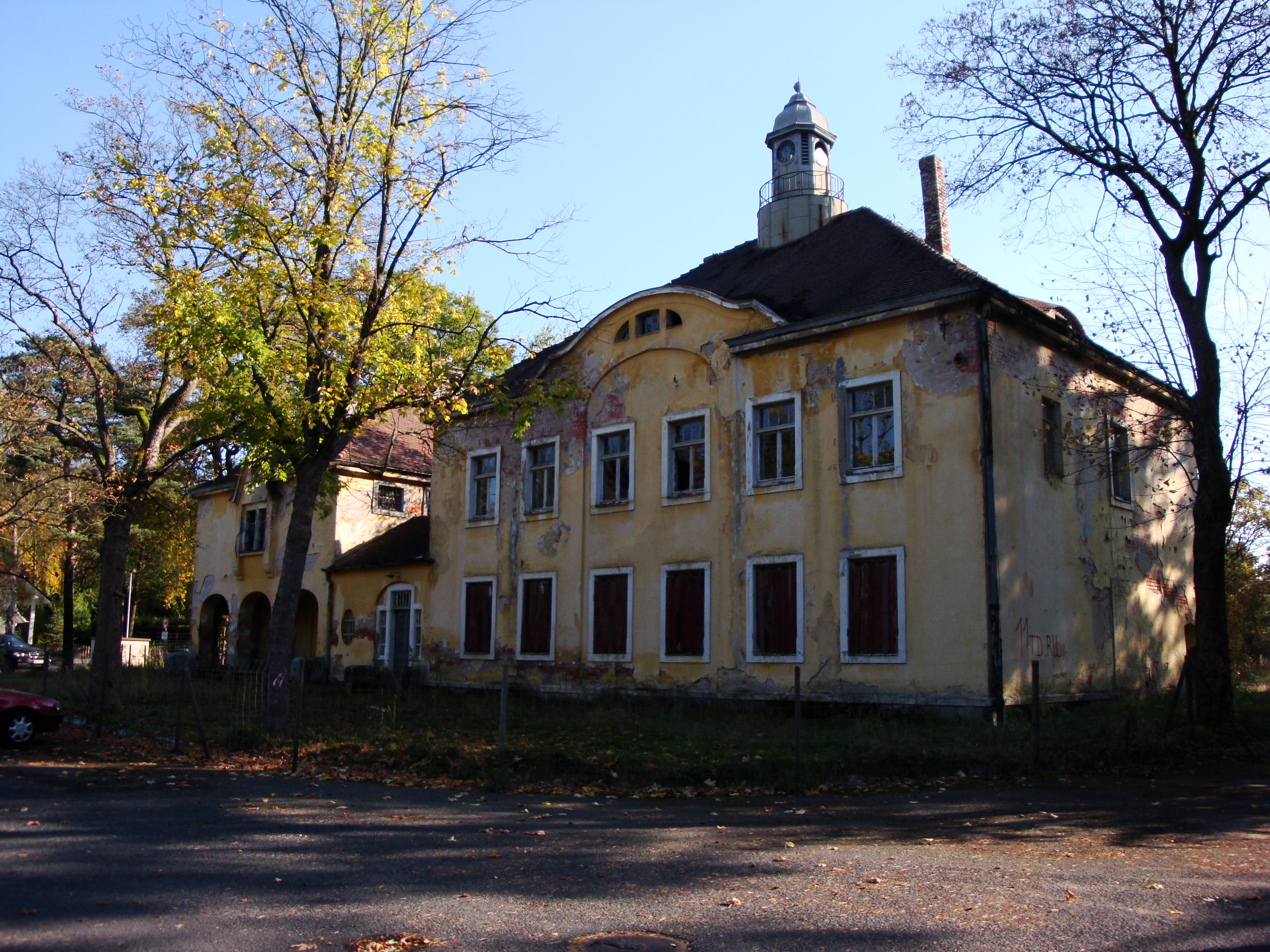
Koszary
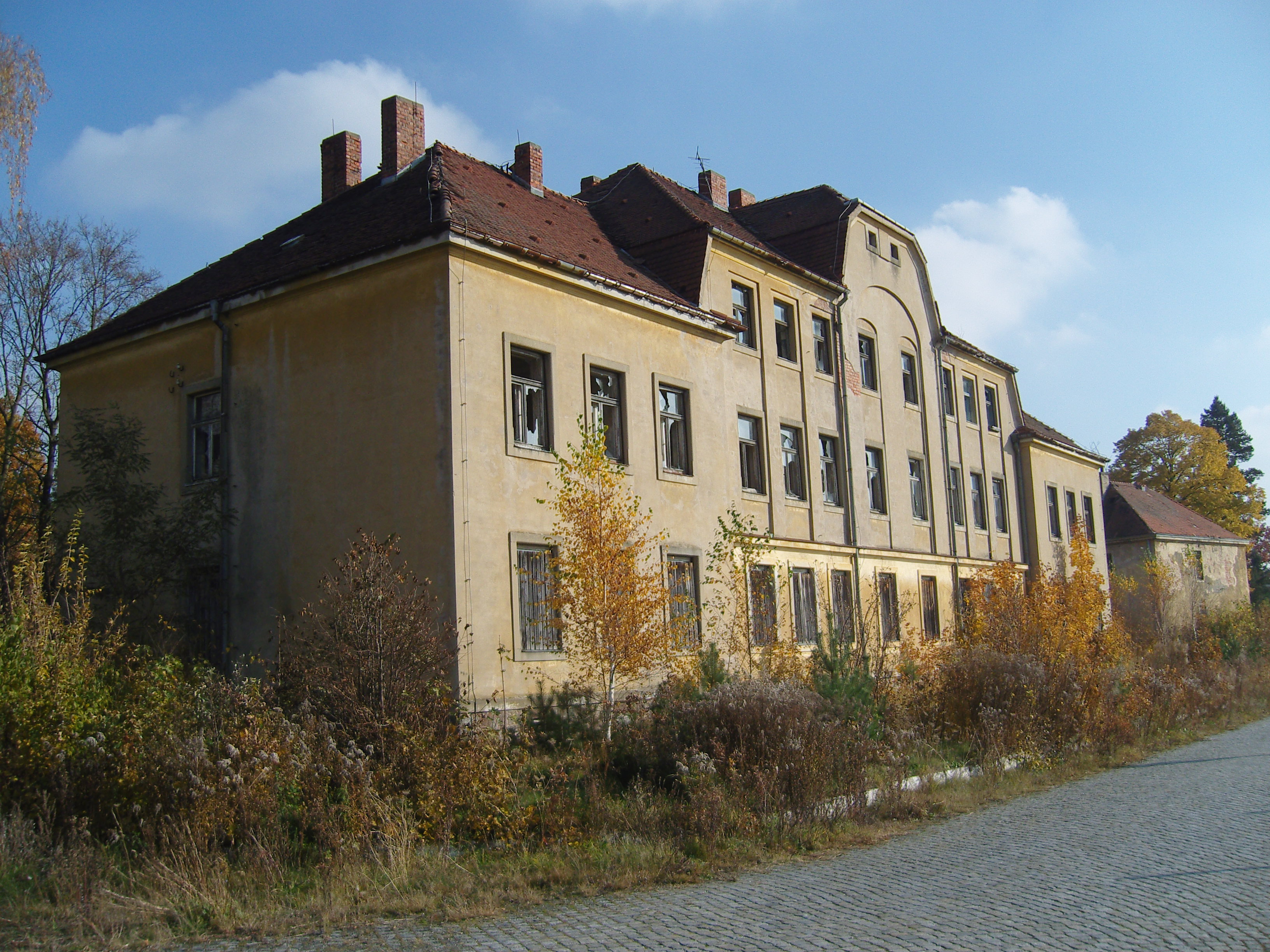
Koszary